# Burg Holnstain
Die Burg Holnstain ist eine abgegangene spätmittelalterliche Höhenburg auf 577 m ü. NHN unmittelbar nördlich der Mangfall und westlich der Marktes Bruckmühl auf der Berghamer Leite im Landkreis Rosenheim von Bayern. Sie wird als Bodendenkmal unter der Aktennummer D-1-8137-0065 als „Burgstall des älteren oder hohen Mittelalters“ geführt. Diese Zuschreibung ist aber nicht sicher, da sich 200 m östlich davon ein weiterer Burgstall befindet, der unter der Aktennummer D-1-8137-0064 im Bayernatlas ebenfalls als „Burgstall älteren oder hohen des Mittelalters“ bezeichnet wird.

## Geschichte

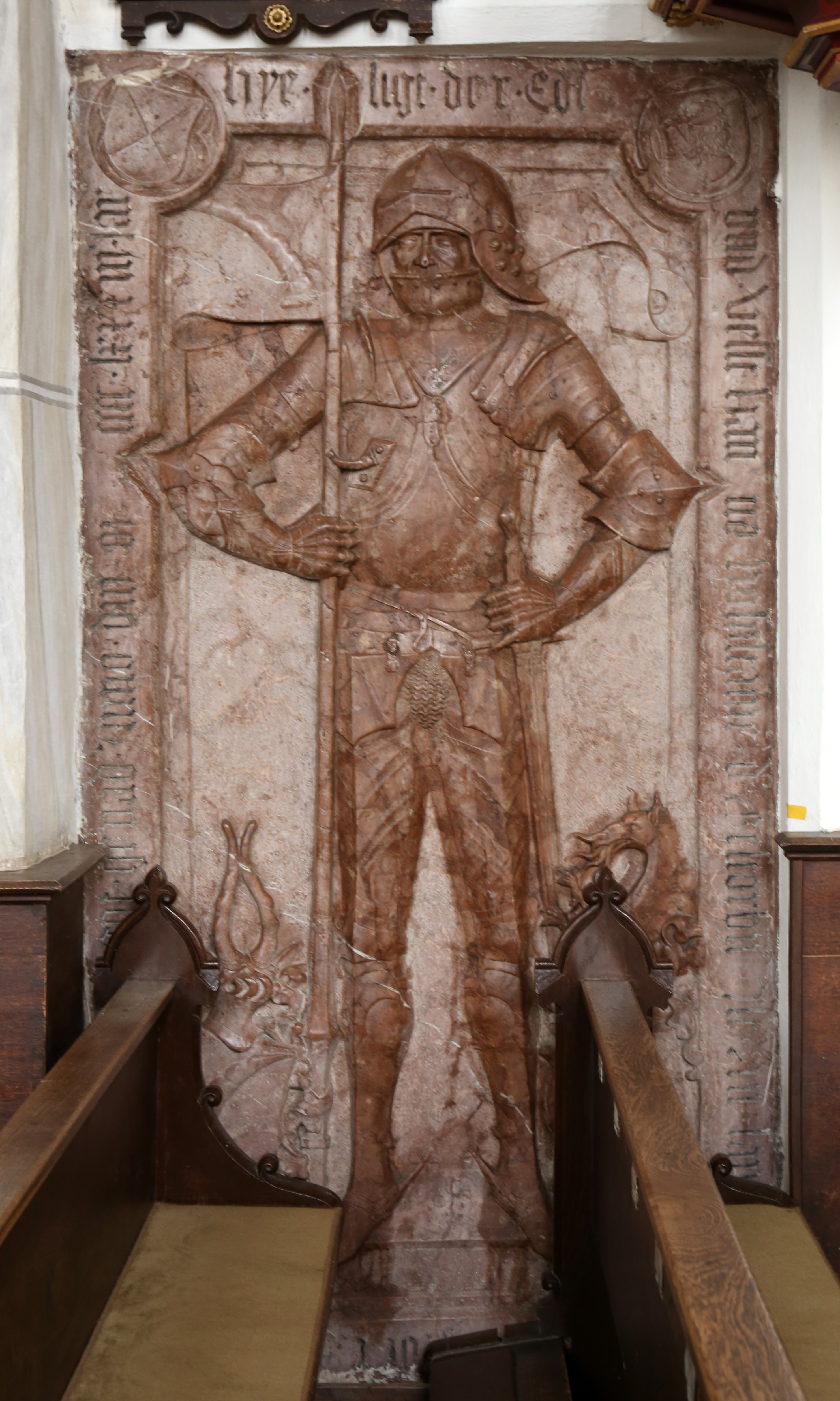
Epitaph der Ritters Hanns Holnstein in der Kirche St. Vigilius

Wappen von Bruckmühl

Die Burg ist 1142 vermutlich durch die Herren von Haunpold erbaut worden und dann an die Ritter von Holnstain gekommen. Um 1470 sollen die Brüder Hanns und Konrad Holnstain aus den Steinen der verfallenen Burg die abgebrannte Pfarrkirche St. Vigilius in Kirchdorf am Haunpold neu errichtet haben. Aus dem Wappen von Ritter Hanns, der seine letzte Ruhestätte in dieser Kirche gefunden hat, stammt das Bockshorn im Bruckmühler Gemeindewappen.

## Beschreibung
Von der ehemaligen Burganlage ist nur wenig erhalten. Beide Burgställe sind heute mit Wald überwachsen. 